# Ici Alsace
Ne doit pas être confondu avec Ici Elsass.
Ici Alsace, anciennement France Bleu Alsace, est l'une des stations de radio généralistes du réseau Ici de Radio France, diffusée en Alsace, c'est-à-dire le Haut-Rhin et le Bas-Rhin.

## Histoire de la chaîne

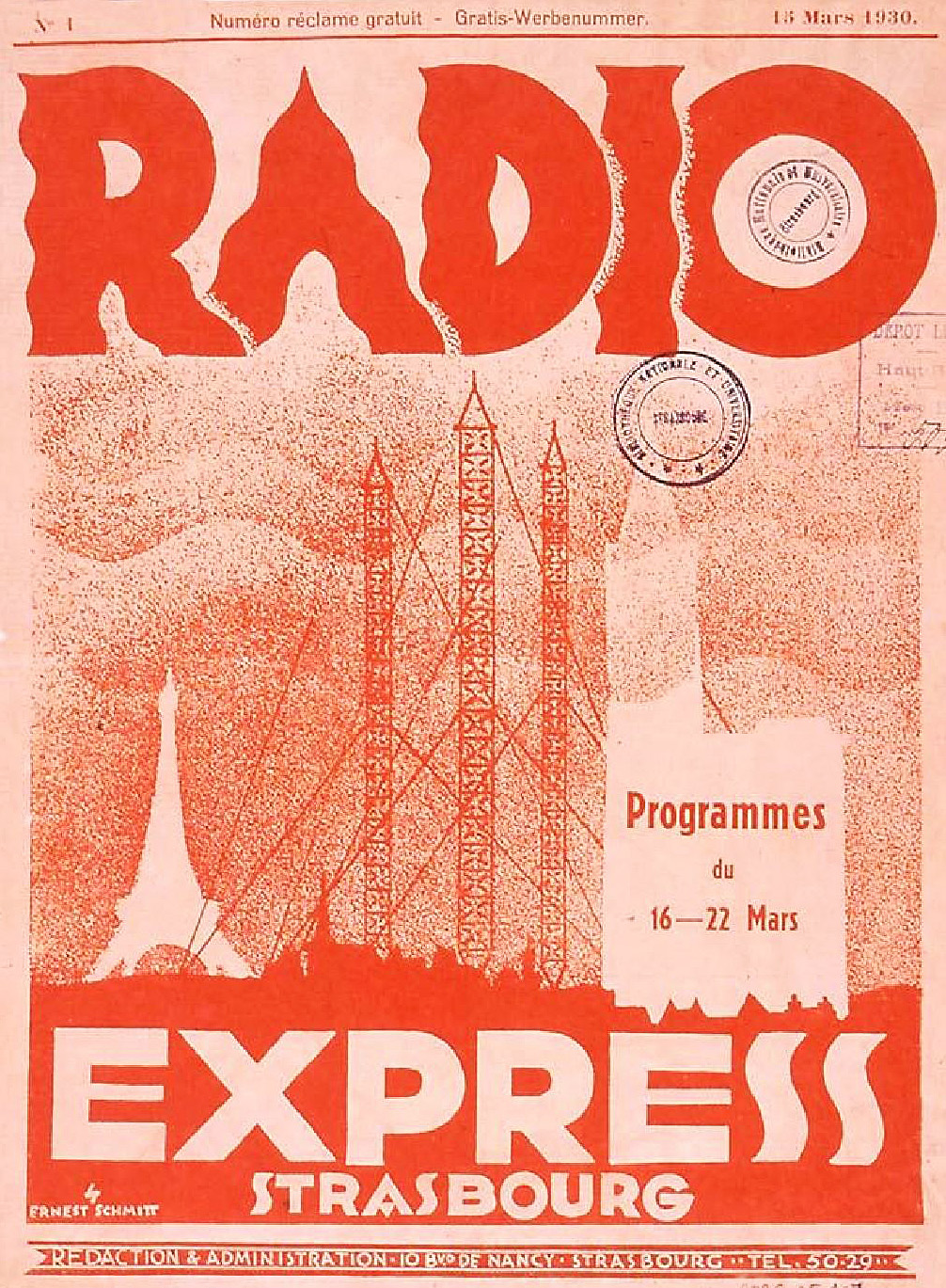
Radio Express Strasbourg du 13 mars 1930

Strasbourg-PTT est lancée en 1925 par l'État et dotée d'un émetteur très puissant, installé à Brumath, qui la rend audible sur tout le territoire et une bonne partie de l'Europe dans le but de s'opposer à la radio allemande. La radio devient vite populaire mais est sabordée en 1940 avant l'arrivée des Allemands et l'annexion de l'Alsace-Moselle. Une partie de son équipe est alors envoyée à Radio-Alger. Radio-Strasbourg PTT se tait pendant les cinq années d'annexion.
Le 19 janvier 1945, le technicien Georges Sonntag diffuse une première émission d'essais depuis l'émetteur provisoire de Molsheim, installé dans un camion prêté par les Américains et qui ne couvre dans un premier temps qu'un rayon d'une cinquantaine de kilomètres, l'émetteur de Brumath utilisé avant guerre ayant été détruit par les Allemands dans leur retraite. Les émissions régulières reprennent le 24 janvier et les Alsaciens peuvent entendre à nouveau l'indicatif « Que notre Alsace est Belle ». Radio-Strasbourg ne diffuse alors qu'un programme local auquel s'ajoutent les informations nationales et un programme destiné à l'Allemagne avec l'émission « Paris vous parle ». Le studio est installé provisoirement à la loge maçonnique située rue du Maréchal Joffre à Strasbourg qui avait été utilisée par les Allemands durant l'annexion pour réaliser des émissions à destination des Alsaciens.
L'ordonnance du 23 mars 1945 instaure un monopole d'État sur la radiodiffusion. Radio-Strasbourg passe alors sous la direction de l'établissement public chargé de ce monopole, la Radiodiffusion française (RDF), qui instaure 9 régions radiophoniques dont une en Alsace. La chaîne perd toutefois l'audience de son public lorrain qui se voit doté de sa propre radio régionale : Radio Lorraine.
En 1946, un nouvel émetteur de 10 kW est mis en service dans un ancien moulin à Brumath à proximité de l'ancien site d'émission d'avant guerre pour relayer le Programme National en décrochage duquel Radio-Strasbourg diffuse ses émissions. L'émetteur de 2 kW de Molsheim est néanmoins conservé pour relayer le Programme Parisien qui avait été lancé à Paris dès janvier 1945.
L'ORTF remplace la RTF le 24 juin 1964 et Radio-Strasbourg devient Radio-Alsace. En octobre 1966, Strasbourg inaugure le premier programme régional diffusé en modulation de fréquence sur l'émetteur de France Inter. La station prend à cette occasion le nom de Inter-Alsace.
À la suite de l'éclatement de l'ORTF en juillet 1974, les stations régionales de radio sont intégrées à la nouvelle société nationale de programme France Régions 3 (FR3). La chaîne devient FR3-Alsace le 7 avril 1975.
À la suite de la loi du 29 juillet 1982 sur la communication audiovisuelle, les radios régionales passent de la tutelle de FR3 à celle de Radio France le 1er janvier 1983. FR3 Alsace devient Radio France Alsace.
Radio France Alsace prend le nom de France Bleu Alsace le 4 septembre 2000 à la suite du lancement au niveau national du nouveau réseau de Radio France issu de la fusion de Radio Bleue et des locales.
Le 6 janvier 2025, France Bleu Alsace devient ICI Alsace à la suite du changement de marque impulsé par le rapprochement avec France 3.

## Organisation

### Dirigeants
- Directrice de ICI Alsace : Céline Rousseau
- Responsable des programmes : Lionel Bertrand
- Rédactrice en chef : Maud Czaja
- Responsable technique : Frédéric Mourey

### Siège

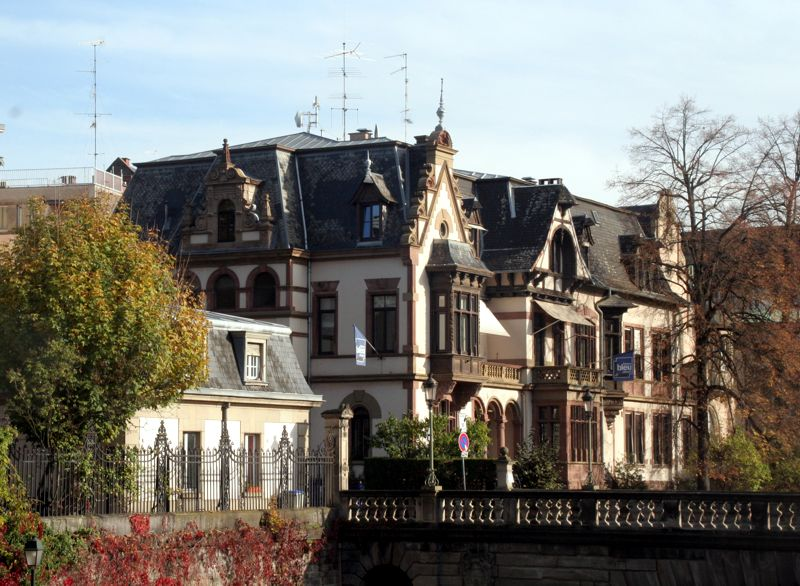
Le siège social au 4, rue Joseph Massol à Strasbourg

Le siège social de France Bleu Alsace est situé au 4, rue Joseph Massol à Strasbourg. La station possède aussi un bureau au 1 rue du Raisin à Mulhouse.

## Diffusion
France Bleu Alsace est diffusée dans les deux départements alsaciens :
- Dans le Bas-Rhin (67) : Strasbourg, Niederbronn-les-Bains, Plaine, Sarre-Union et Wissembourg ;
- Dans le Haut-Rhin (68) : Mulhouse, Lapoutroie, Masevaux, Munster, Oderen, Saint-Amarin et Sainte-Marie-aux-Mines.